# Andrea Vázquez
Andrea Vázquez (Cuautla, Morelos; 12 de diciembre de 1993) es una artista marcial mixta mexicana que compite en la división de peso paja de LUX Fight League, donde es la actual campeona.

## Carrera de artes marciales mixtas

### LUX Fight League
El 25 de junio de 2021, Vázquez debutó en LUX Fight League con una victoria por decisión unánime sobre Hannah Ramos en LUX 014.

#### Campeonato Interino de Peso Paja de LUX
Después de dos victorias y una derrota, Vázquez se enfrentó a Yajáira Romo por el Campeonato Interino de Peso Paja de LUX el 18 de noviembre de 2022 en LUX 028. Con una guillotina choke, Andrea ganó la pelea por sumisión en el cuarto asalto para así coronarse como campeona.
Vázquez enfrentó a la campeona indiscutible de la división paja Saray Orozco el 19 de mayo de 2023 en LUX 032. Perdió la pelea por decisión unánime.

#### Campeonato de Peso Paja de LUX
Después de que Orozco dejara vacante el título tras salir de la promoción, Vázquez se ganó el derecho de competir por el título al ser la mejor rankeada enfrentándose a Jazmín Navarrete por el título el 11 de octubre de 2024 en LUX 046. En una pelea muy disputada, terminó coronándose como la nueva campeona peso paja.
Para su primera defensa titular, Vázquez se enfrentó a Dana García el 16 de mayo de LUX 052. Ganó la pelea por nocaut técnico al inicio del cuarto asalto.

## Campeonatos y logros
- LUX Fight League
  - Campeonato de Peso Paja de LUX (una vez, actual)
  - Campeonato Interino de Peso Paja de LUX (una vez)
  - Única mujer en ganar dos veces un mismo título de LUX
  - Mayor cantidad de victorias en peleas femeniles en la historia de LUX (8)
  - Mayor número de victorias en peleas femeniles por el título de LUX (3)
  - Mayor cantidad de victorias por nocaut en la historia de la división de peso paja femenino de LUX (3)
  - Sumisión más tardía en la historia de LUX (4:40 en el cuarto asalto) vs. Yajáira Romo
  - Sumisión más tardía en una pelea titular en la historia de LUX (4:40 en el cuarto asalto) vs. Yajáira Romo

## Récord en artes marciales mixtas
| Récord profesional | Récord profesional | Récord profesional |
| 10 peleas          | 8 victorias        | 2 derrotas         |
| ------------------ | ------------------ | ------------------ |
| Nocaut             | 3                  | 0                  |
| Sumisión           | 2                  | 0                  |
| Decisión           | 3                  | 2                  |

| Resultado | Récord | Oponente            | Método                      | Evento  | Fecha                   | Ronda | Tiempo | Localización       | Notas                                            |
| --------- | ------ | ------------------- | --------------------------- | ------- | ----------------------- | ----- | ------ | ------------------ | ------------------------------------------------ |
| Victoria  | 8–2    | Dana García         | TKO (retiro)                | LUX 052 | 16 de mayo de 2025      | 4     | 5:00   | Guadalajara        | Defensa del Campeonato de Peso Paja de LUX.      |
| Victoria  | 7–2    | Jazmín Navarrete    | Decisión (unánime)          | LUX 046 | 11 de octubre de 2024   | 5     | 5:00   | Tampico            | Ganó el Campeonato de Peso Paja de LUX.          |
| Victoria  | 6–2    | Leticia Baltazar    | Sumisión (rear-naked choke) | LUX 042 | 26 de abril de 2024     | 2     | 4:00   | Guadalajara        |                                                  |
| Victoria  | 5–2    | Ana Laura Ramírez   | KO                          | LUX 036 | 6 de octubre de 2023    | 2     | 2:45   | Guadalajara        |                                                  |
| Derrota   | 4–2    | Saray Orozco        | Decisión (unánime)          | LUX 032 | 19 de mayo de 2023      | 5     | 5:00   | Guadalajara        | Por el Campeonato de Peso Paja de LUX.           |
| Victoria  | 4–1    | Yajáira Romo        | Sumisión (guillotine choke) | LUX 028 | 18 de noviembre de 2022 | 4     | 4:40   | Monterrey          | Ganó el Campeonato Interino de Peso Paja de LUX. |
| Victoria  | 3–1    | Linda Martell       | TKO (golpes)                | LUX 023 | 17 de junio de 2022     | 2     | 3:28   | Puebla de Zaragoza |                                                  |
| Victoria  | 2–1    | Dayerlin Colmenares | Decisión (unánime)          | LUX 020 | 11 de febrero de 2021   | 3     | 5:00   | Cancún             |                                                  |
| Derrota   | 1–1    | Victoria Alba       | Decisión (dividida)         | LUX 017 | 15 de octubre de 2021   | 3     | 5:00   | Monterrey          |                                                  |
| Victoria  | 1–0    | Hannah Ramos        | Decisión (mayoritaria)      | LUX 014 | 25 de junio de 2021     | 3     | 5:00   | Monterrey          |                                                  |